# El Fénix
El Fénix (en hangul, 불새; romanización revisada, Bulsae), también conocida como Phoenix, es una serie de televisión surcoreana emitida durante 2004 acerca de una pareja que se enamoró profundamente, pero no podían estar juntos y se reúnen años después para decidir si realmente es el momento adecuado para que estén juntos de nuevo, en una historia protagonizada por Lee Seo Jin, Lee Eun Ju, Jung Hye Young y Eric Mun de la banda Shinhwa.
Fue trasmitida en su país de origen por MBC desde el 5 de abril hasta el 29 de junio de 2004, compuesta de 20 episodios emitidos cada lunes y martes a las 21:55 (KST), obteniendo cuotas de audiencia de hasta 31,4% y finalizando con un promedio de 25,3%, como una de las series con mayor audiencia de MBC durante 2004, además los cuatro actores principales recibieron reconocimientos en los MBC Drama Awards debido a sus destacadas actuaciones.

## Sinopsis
Jang Sae Hoon es un estudiante universitario pobre, inteligente y trabajador con una beca y un trabajo a tiempo parcial en una gasolinera. Lee Ji Eun es una chica de carácter fuerte e impulsivo cuyo padre es el director general de una empresa textil. Ji Eun se enamora y persigue Sae Hoon, a pesar de la fuerte oposición de su familia y sus propias dudas acerca de sus diferentes orígenes. Por miedo a que su familia va a tener éxito en separarlos, Ji Eun queda embarazada de Sae Hoon a propósito, con el fin de que se les permitiría casarse. 
Después de la boda, la estropeada Ji Eun se acostumbra a las deplorables condiciones de vida de Sae Hoon, lo que provoca peleas constantes entre ellos, sin embargo Ji Eun sufre un aborto involuntario, que impulsa que se separen aún más. Después de perder el bebé, Ji Eun se deprime y se enoja, puesto que ella todavía ama a su marido, pero es incapaz de comunicar sus sentimientos. A pesar de los esfuerzos de Sae Hoon para dejarlo libre, ella lo deja y se permite a sí misma convencer por sus padres para solicitar el divorcio. Afligido, Sae Hoon tiene la oportunidad de salir del país con destino en Estados Unidos con una beca de estudios que le podría permitir olvidarse de ella.
Al enterarse de que Sae Hoon planea abandonar Corea, rápidamente Ji Eun decide ir al aeropuerto para detenerlo. Pero nunca llega ya que sufre un accidente fatal donde su padre muere. En el funeral de su padre, un ejecutivo de la compañía informa a Ji Eun que la compañía de su padre ha sido tomada por el rival, Seo Rin Group, con lo que la familia de Ji Eun pierde todo.
Diez años después, en un cambio de suerte, Ji Eun es ahora el sostén de la familia toda destruida, mientras Sae Hoon regresa triunfante a Corea como un ejecutivo altamente remunerado del Seo Rin Group. Él solo se dedica a Yoon Mi Ran, una rica y bella mujer, que lo adora. Mi Ran se encuentra en todo momento en una silla de ruedas después de tener un accidente automovilístico el año anterior, que culpa a Sae Hoon. Mientras asistía a una cena de lujo, Sae Hoon está conmocionado y perturbado al ver Ji Eun como una de las camareras. En el mismo momento, el aparente heredero del Seo Rin Group Seo Jung Min intenta ayudar a Ji Eun, pero ella en repetidas ocasiones lo rechaza.
Sin darse cuenta de la conexión, Mi Ran invita a su viejo amigo de la secundaria Ji Eun para conocer a su prometido Sae Hoon. A pesar de su sorpresa y malestar, ellos tratan de no herir los sentimientos de Mi Ran fingiendo que acababan de conocer. Pero Mi Ran finalmente encuentra la verdad sobre su relación anterior y ella se siente atormentada por los celos y la inseguridad. Ella había sido objeto de meses de terapia física, y durante una sesión, descubre que ella pueda volver a caminar. Temerosa de que Sae Hoon encuentre el amor con su exesposa, decide esconder que puede caminar para parecer indefensa y totalmente dependiente de él, asegurando con ello que está atado a ella por los lazos de culpa.
Sae Hoon contrata Ji Eun como su empleada doméstica, en un principio por venganza, pero se siente mal por ello y decide no continuar con su plan. En su lugar, descubre a la mujer que orgullosa, madura y capaz de superar las pruebas de la vida, ha moldeado y no puede dejar de admirarla. Los sentimientos de celos impotentes comienza a mostrarlos al verla siendo cortejada por Seo Jung Min.
Cuanto más Sae Hoon sigue encontrándose con Ji Eun en el trabajo —ya que ella es contratado como empleado temporal— más se enamora de ella y se da cuenta de que en realidad nunca llegó a ella. Aunque nunca actúa sus sentimientos, Mi Ran intenta manipular a Ji Eun y Jung Min. Cuando Sae Hoon, finalmente, descubre que Mi Ran puede caminar y que ella ha estado mintiendo por tanto tiempo, él rompe con ella para siempre, pero Mi Ran cada vez se vuelve cada vez más obsesiva y destructiva. Después de innumerables actos locos y viciosos, Mi Ran se suicida ingiriendo un frasco entero de pastillas para dormir luego llama a Sae Hoon y Ji Eun. Finalmente ella muere en los brazos de Sae Hoon, mientras Ji Eun ve entre lágrimas en lo que su vieja amiga se ha convertido.
Más tarde se reveló que el accidente que costó la vida del padre de Ji Eun era en realidad parte de un plan ideado por el padre de Jung Min. El señor Seo que había querido hacerse cargo del negocio textil Lee a un precio muy bajo, por lo que organizó un accidente que causaría que el Sr. Lee permaneciese en el hospital durante unos días hasta que la subasta terminara, pero el plan se sale de las manos y por desgracia el señor Lee terminó muriendo. Su relación no pudo recuperarse de un golpe como ese y Ji Eun rompe con Jung Min. Para salvar a su padre, Jung Min secuestra a Ji Eun forzando a Sae Hoon, que renuncie a la prueba de culpabilidad de que el señor Seo causó la muerte del señor Lee. Pero Jung Min más tarde llega a sus sentidos, permitiéndole irse, mientras el Sr. Seo es arrestado. Jung Min, se va para Estados Unidos para empezar de nuevo.
Después de varios años más tarde, Ji Eun es ahora un exitoso gerente de una marca y Sae Hoon ha construido su propia compañía de microchips. Cada uno de ellos van por separado a la isla de Jeju y llegan al mismo lugar al mismo tiempo. Tienen una conversación seria y deciden que es, finalmente, el momento adecuado para que estén juntos de nuevo.

## Reparto

### Personajes principales
- Lee Seo Jin como Jang Sae Hoon.[3]
- Lee Eun Ju como Lee Ji Eun.
- Jung Hye Young como Yoon Mi Ran.
- Eric Mun como Seo Jung Min.

### Personajes secundarios
- Park Geun Hyung como Seo Moon Soo.
- Kim Bin Woo como Lee Young Eun.
- Lee Yoo Jin como Nam Bok Ja.
- Lee Kyung Jin como Jo Hyun Sook.
- Kim Byung Se como Kim Ho Jin.
- Han In Soo como Lee Sang Beom.
- Shim Yang Hong como Padre de Mi Ran.
- Kim Boo Seon como Madrastra de Jung Min.
- Kim Dong Hyun como Yeo Jin.
- Yoon Sung Hoon como Chofer de Mi Ran.
- Yoon Yoo Sun como Dr. Ahn Ji Young.
- Jeon Su-ji como Jeon-ah.

## Banda sonora
| Track listing |                                                   |                   |          |  |
| N.º           | Título                                            | Artista           | Duración |  |
| 1.            | «불새» (Bulsae)                                   | Varios artistas   | 1:20     |  |
| 2.            | «인연» (Inyeon)                                   | Lee Seung Chul    | 4:40     |  |
| 3.            | «널 위한 사랑»                                    | Neol uihan sarang | 4:02     |  |
| 4.            | «그날 이후» (Geunal ihu)                          | Namu              | 4:22     |  |
| 5.            | «Love Theme Ⅰ»                                    | Varios artistas   | 3:00     |  |
| 6.            | «이별» (Ibyeol)                                   | Lee Seo Jin       | 4:50     |  |
| 7.            | «Mal De Siecle»                                   | Varios artistas   | 5:20     |  |
| 8.            | «내 눈물속에» (Nae Nunmulsokae)                   | Cho Eun           | 4:49     |  |
| 9.            | «너의 곁으로» (Neoui Kyeoteuro)                   | Blue              | 3:45     |  |
| 10.           | «이별» (Ibyeol)                                   | Varios artistas   | 4:51     |  |
| 11.           | «널 위한 사랑 - Instrumental» (Neol uihan sarang) | Varios artistas   | 4:04     |  |
| 12.           | «그날 이후 - Instrumental» (Geunal ihu)           | Namu              | 4:35     |  |
| 13.           | «너의 곁으로 - Instrumental» (Neoui Kyeoteuro)    | Varios artistas   | 3:42     |  |
| 14.           | «Love Theme Ⅱ»                                    | Varios artistas   | 4:20     |  |
| 15.           | «인연 - Instrumental» (Inyeon)                    | Varios artistas   | 4:42     |  |
| 16.           | «10년 이후» (10nyeon ihu)                         | Varios artistas   | 2:27     |  |

## Emisión internacional
- Ecuador: Ecuador TV.
- Estados Unidos: IATV y MBC America.
- Japón: BS Fuji BS 11 y KNTV.[4][5]
- Perú: Panamericana.
- Tailandia: Channel 5.
- Taiwán: Videoland.